# Scherma ai Giochi della X Olimpiade - Sciabola individuale maschile
La competizione della sciabola individuale maschile di scherma ai Giochi della X Olimpiade si tenne dal 12 al 13 agosto 1932 presso il 160th Regiment State Armory a Los Angeles.

## Risultati

### 1º turno
Si è disputato il 12 di agosto. Tre gruppi eliminatori i primi sei classificati accedevano ai gironi di semifinale. A qualificazioni acquisite alcuni assalti non si sono disputati.
| Pos. | Atleta              | Nazione     | Vittorie | SF | SC | Incontri | Incontri | Incontri | Incontri | Incontri | Incontri | Incontri | Incontri |
| Pos. | Atleta              | Nazione     | Vittorie | SF | SC | PET      | GAU      | OSI      | PIO      | BRU      | SEG      | DEL      | FAR      |
| ---- | ------------------- | ----------- | -------- | -- | -- | -------- | -------- | -------- | -------- | -------- | -------- | -------- | -------- |
| 1    | Attila Petschauer   | Ungheria    | 5        | 25 | 12 | X        | 5-4      | ND       | ND       | 5-4      | 5-3      | 5-0      | 5-1      |
| 2    | Giulio Gaudini      | Italia      | 5        | 29 | 16 | 4-5      | X        | ND       | 5-1      | 5-3      | 5-3      | 5-3      | 5-1      |
| 3    | Ivan Osiier         | Danimarca   | 3        | 21 | 17 | ND       | ND       | X        | 5-2      | 3-5      | 3-5      | 5-2      | 5-3      |
| 4    | Jean Piot           | Francia     | 3        | 21 | 20 | ND       | 1-5      | 2-5      | X        | 5-4      | 3-5      | 5-1      | 5-0      |
| 5    | Peter Bruder        | Stati Uniti | 3        | 26 | 21 | 4-5      | 3-5      | 5-3      | 4-5      | X        | 5-2      | 5-1      | ND       |
| 6    | Władysław Segda     | Polonia     | 3        | 23 | 23 | 3-5      | 3-5      | 5-3      | 5-3      | 2-5      | X        | ND       | 5-2      |
| 7    | Gerónimo Delgadillo | Messico     | 1        | 12 | 29 | 0-5      | 3-5      | 2-5      | 1-5      | 1-5      | ND       | X        | 5-4      |
| 8    | Patrick Farrell     | Canada      | 0        | 11 | 30 | 1-5      | 1-5      | 3-5      | 0-5      | ND       | 2-5      | 4-5      | X        |

| Pos. | Atleta                 | Nazione     | Vittorie | SF | SC | Incontri | Incontri | Incontri | Incontri | Incontri | Incontri | Incontri | Incontri |
| Pos. | Atleta                 | Nazione     | Vittorie | SF | SC | KAB      | SAL      | COH      | CAS      | PAP      | VAL      | BLO      | DeB      |
| ---- | ---------------------- | ----------- | -------- | -- | -- | -------- | -------- | -------- | -------- | -------- | -------- | -------- | -------- |
| 1    | Endre Kabos            | Ungheria    | 6        | 30 | 18 | X        | 5-4      | 5-2      | ND       | 5-3      | 5-2      | 5-3      | 5-4      |
| 2    | Emilio Salafia         | Italia      | 4        | 25 | 16 | 4-5      | X        | 5-2      | ND       | 1-5      | 5-0      | 5-0      | 5-4      |
| 3    | Norman Cohn-Armitage   | Stati Uniti | 4        | 24 | 18 | 2-5      | 2-5      | X        | ND       | 5-2      | 5-2      | 5-0      | 5-4      |
| 4    | Erwin Casmir           | Germania    | 3        | 15 | 5  | ND       | ND       | ND       | X        | ND       | 5-2      | 5-1      | 5-2      |
| 5    | Adam Papée             | Polonia     | 3        | 22 | 19 | 3-5      | 5-1      | 2-5      | ND       | X        | 2-5      | 5-1      | 5-2      |
| 6    | Francisco Valero       | Messico     | 2        | 20 | 29 | 2-5      | 0-5      | 2-5      | 2-5      | 5-2      | X        | 5-2      | 4-5      |
| 7    | Axel Bloch             | Danimarca   | 1        | 12 | 33 | 3-5      | 0-5      | 0-5      | 1-5      | 1-5      | 2-5      | X        | 5-3      |
| 8    | Georges de Bourguignon | Belgio      | 1        | 24 | 34 | 4-5      | 4-5      | 4-5      | 2-5      | 2-5      | 5-4      | 3-5      | X        |

| Pos. | Atleta                     | Nazione     | Vittorie | SF | SC | Incontri | Incontri | Incontri | Incontri | Incontri | Incontri | Incontri | Incontri | Incontri |
| Pos. | Atleta                     | Nazione     | Vittorie | SF | SC | GAR      | PIL      | HAR      | DeV      | LUB      | HUF      | MER      | DeJ      | LEI      |
| ---- | -------------------------- | ----------- | -------- | -- | -- | -------- | -------- | -------- | -------- | -------- | -------- | -------- | -------- | -------- |
| 1    | Édouard Gardère            | Francia     | 5        | 30 | 16 | X        | 4-5      | 5-1      | 1-5      | 5-1      | 5-3      | ND       | 5-1      | 5-0      |
| 2    | György Piller-Jekelfalussy | Ungheria    | 5        | 26 | 21 | 5-4      | X        | 5-3      | ND       | ND       | 1-5      | 5-4      | 5-2      | 5-3      |
| 3    | Antonio Haro               | Messico     | 5        | 33 | 28 | 1-5      | 3-5      | X        | 5-4      | 4-5      | 5-4      | 5-3      | 5-1      | 5-1      |
| 4    | Arturo De Vecchi           | Italia      | 4        | 27 | 17 | 5-1      | ND       | 4-5      | X        | ND       | 3-5      | 5-2      | 5-2      | 5-2      |
| 5    | Leszek Lubicz-Nycz         | Polonia     | 4        | 22 | 22 | 1-5      | ND       | 5-4      | ND       | X        | 1-5      | 5-4      | 5-1      | 5-3      |
| 6    | John Huffman               | Stati Uniti | 4        | 34 | 24 | 3-5      | 5-1      | 4-5      | 5-3      | 5-1      | X        | 2-5      | 5-2      | 5-2      |
| 7    | Carmelo Merlo              | Argentina   | 1        | 20 | 27 | ND       | 4-5      | 3-5      | 2-5      | 4-5      | 5-2      | X        | ND       | 2-5      |
| 8    | Doris de Jong              | Paesi Bassi | 1        | 14 | 33 | 1-5      | 2-5      | 1-5      | 2-5      | 1-5      | 2-5      | ND       | X        | 5-3      |
| 9    | Aage Leidersdorff          | Danimarca   | 1        | 19 | 37 | 0-5      | 3-5      | 1-5      | 2-5      | 3-5      | 2-5      | 5-2      | 3-5      | X        |

### Gironi di semifinale
Si sono disputati il 12 di agosto. I primi cinque classificati accedevano al girone di finale. A qualificazioni acquisite alcuni assalti non si sono disputati.
| Pos. | Atleta             | Nazione     | Vittorie | SF | SC | Incontri | Incontri | Incontri | Incontri | Incontri | Incontri | Incontri | Incontri | Incontri |
| Pos. | Atleta             | Nazione     | Vittorie | SF | SC | KAB      | PET      | HUF      | OSI      | DeV      | GAR      | LUB      | PAP      | VAL      |
| ---- | ------------------ | ----------- | -------- | -- | -- | -------- | -------- | -------- | -------- | -------- | -------- | -------- | -------- | -------- |
| 1    | Endre Kabos        | Ungheria    | 6        | 34 | 20 | X        | 4-5      | 5-2      | ND       | 5-3      | 5-4      | 5-2      | 5-3      | 5-1      |
| 2    | Attila Petschauer  | Ungheria    | 6        | 37 | 24 | 5-4      | X        | 3-5      | 5-2      | 5-4      | 5-0      | 5-2      | 4-5      | 5-2      |
| 3    | John Huffman       | Stati Uniti | 6        | 36 | 25 | 2-5      | 5-3      | X        | 5-4      | 4-5      | 5-3      | 5-3      | 5-1      | 5-1      |
| 4    | Ivan Osiier        | Danimarca   | 4        | 30 | 24 | ND       | 2-5      | 4-5      | X        | 5-1      | 4-5      | 5-2      | 5-4      | 5-2      |
| 5    | Arturo De Vecchi   | Italia      | 4        | 32 | 31 | 3-5      | 4-5      | 5-4      | 1-5      | X        | 5-2      | 5-3      | 5-2      | 4-5      |
| 6    | Édouard Gardère    | Francia     | 3        | 27 | 37 | 4-5      | 0-5      | 3-5      | 5-4      | 2-5      | X        | 5-4      | 5-4      | 3-5      |
| 7    | Leszek Lubicz-Nycz | Polonia     | 2        | 26 | 35 | 2-5      | 2-5      | 3-5      | 2-5      | 3-5      | 4-5      | X        | 5-3      | 5-2      |
| 8    | Adam Papée         | Polonia     | 2        | 27 | 36 | 3-5      | 5-4      | 1-5      | 4-5      | 2-5      | 4-5      | 3-5      | X        | 5-2      |
| 9    | Francisco Valero   | Messico     | 2        | 20 | 37 | 1-5      | 2-5      | 1-5      | 2-5      | 5-4      | 5-3      | 2-5      | 2-5      | X        |

| Pos. | Atleta                     | Nazione     | Vittorie | SF | SC | Incontri | Incontri | Incontri | Incontri | Incontri | Incontri | Incontri | Incontri | Incontri |
| Pos. | Atleta                     | Nazione     | Vittorie | SF | SC | PIL      | GAU      | CAS      | COH      | BRU      | SAL      | PIO      | HAR      | SEG      |
| ---- | -------------------------- | ----------- | -------- | -- | -- | -------- | -------- | -------- | -------- | -------- | -------- | -------- | -------- | -------- |
| 1    | György Piller-Jekelfalussy | Ungheria    | 6        | 30 | 12 | X        | 5-4      | ND       | 5-4      | 5-1      | 5-1      | 5-2      | 5-0      | ND       |
| 2    | Giulio Gaudini             | Italia      | 5        | 29 | 19 | 4-5      | X        | ND       | 5-3      | 5-4      | 5-3      | ND       | 5-3      | 5-1      |
| 3    | Erwin Casmir               | Germania    | 4        | 23 | 14 | ND       | ND       | X        | 5-2      | 5-3      | 3-5      | 5-2      | 5-2      | ND       |
| 4    | Norman Cohn-Armitage       | Stati Uniti | 3        | 27 | 24 | 4-5      | 3-5      | 2-5      | X        | 5-0      | 3-5      | 5-1      | 5-3      | ND       |
| 5    | Peter Bruder               | Stati Uniti | 3        | 23 | 27 | 1-5      | 4-5      | 3-5      | 0-5      | X        | 5-2      | 5-2      | 5-3      | ND       |
| 6    | Emilio Salafia             | Italia      | 3        | 25 | 30 | 1-5      | 3-5      | 5-3      | 5-3      | 2-5      | X        | 5-4      | 4-5      | ND       |
| 7    | Jean Piot                  | Francia     | 0        | 11 | 25 | 2-5      | ND       | 2-5      | 1-5      | 2-5      | 4-5      | X        | ND       | ND       |
| 8    | Antonio Haro               | Messico     | 1        | 16 | 29 | 0-5      | 3-5      | 2-5      | 3-5      | 3-5      | 5-4      | ND       | X        | ND       |
| 9    | Władysław Segda            | Polonia     | 0        | 1  | 5  | ND       | 1-5      | ND       | ND       | ND       | ND       | ND       | ND       | X        |

Si è disputato uno spareggio tra Norman Cohn-Armitage, Emilio Salafia e Peter Bruder che ha assegnato la qualificazione ai primi due.

### Girone finale
Si è disputato il 13 di agosto.
| Pos.    | Atleta                     | Nazione     | Vittorie | SF | SC | Incontri | Incontri | Incontri | Incontri | Incontri | Incontri | Incontri | Incontri | Incontri | Incontri |
| Pos.    | Atleta                     | Nazione     | Vittorie | SF | SC | PIL      | GAU      | KAB      | CAS      | PET      | HUF      | OSI      | DeV      | COH      | SAL      |
| ------- | -------------------------- | ----------- | -------- | -- | -- | -------- | -------- | -------- | -------- | -------- | -------- | -------- | -------- | -------- | -------- |
| Oro     | György Piller-Jekelfalussy | Ungheria    | 8        | 42 | 19 | X        | 2-5      | 5-2      | 5-0      | 5-2      | 5-3      | 5-2      | 5-2      | 5-2      | 5-1      |
| Argento | Giulio Gaudini             | Italia      | 7        | 39 | 28 | 5-2      | X        | 5-3      | 1-5      | 5-4      | 3-5      | 5-4      | 5-2      | 5-0      | 5-3      |
| Bronzo  | Endre Kabos                | Ungheria    | 5        | 36 | 29 | 2-5      | 3-5      | X        | 4-5      | 5-4      | 5-2      | 2-5      | 5-1      | 5-1      | 5-1      |
| 4       | Erwin Casmir               | Germania    | 5        | 32 | 30 | 0-5      | 5-1      | 5-4      | X        | 5-2      | 3-5      | 2-5      | 2-5      | 5-2      | 5-1      |
| 5       | Attila Petschauer          | Ungheria    | 5        | 37 | 32 | 2-5      | 4-5      | 4-5      | 2-5      | X        | 5-4      | 5-2      | 5-1      | 5-1      | 5-4      |
| 6       | John Huffman               | Stati Uniti | 5        | 38 | 35 | 3-5      | 5-3      | 2-5      | 5-3      | 4-5      | X        | 5-3      | 5-2      | 4-5      | 5-4      |
| 7       | Ivan Osiier                | Danimarca   | 4        | 32 | 35 | 2-5      | 4-5      | 5-2      | 5-2      | 2-5      | 3-5      | X        | 5-4      | 1-5      | 5-2      |
| 8       | Arturo De Vecchi           | Italia      | 3        | 27 | 36 | 2-5      | 2-5      | 1-5      | 5-2      | 1-5      | 2-5      | 4-5      | X        | 5-2      | 5-2      |
| 9       | Norman Cohn-Armitage       | Stati Uniti | 3        | 23 | 37 | 2-5      | 0-5      | 1-5      | 2-5      | 1-5      | 5-4      | 5-1      | 2-5      | X        | 5-2      |
| 10      | Emilio Salafia             | Italia      | 0        | 20 | 45 | 1-5      | 3-5      | 1-5      | 1-5      | 4-5      | 4-5      | 2-5      | 2-5      | 2-5      | X        |